# اکسی‌تترابرمید تنگستن (VI)
اکسی‌تترابرمید تنگستن(VI) (به انگلیسی: Tungsten(VI) oxytetrabromide) با فرمول شیمیایی WOBr۴ یک ترکیب شیمیایی است. که جرم مولی آن 519.46 g/mol می‌باشد. شکل ظاهری این ترکیب، بلورهای قرمز است.